# Casa Crivelli
Casa Crivelli, även benämnt Palazzo dei Pupazzi, är ett renässanspalats vid Via dei Banchi Vecchi 22/24 i Rione Ponte i Rom. Det uppfördes åren 1538–1539 för den milanesiske guldsmeden Giovanni Pietro Crivelli. Fasaden dekorerades av skulptören och stuckatören Giulio Mazzoni. De militära emblemen på fasaden anses likna dockor, italienska: pupazzi, därav palatsets namn.
Ovanför portalen ses inskriptionen PETRVS CRIBELLVS MEDIOLANEM SIBI AC SVIS A FVNDAMENTA EREXIT, "Pietro Crivelli från Milano uppförde denna byggnad från grunden för sig själv och sina arvingar".

### Webbkällor
- ”Casa Crivelli o Palazzo dei Pupazzi” (på italienska). info.roma.it. Arkiverad från originalet den 2 februari 2025. https://archive.ph/XEtVV. Läst 2 februari 2025.
- ”The Palace of the Puppets” (på engelska). Walks in Rome. David Lown. 9 september 2024. Arkiverad från originalet den 2 februari 2025. https://archive.ph/xybbu. Läst 2 februari 2025.